# آلیسیا موولتون
 آلیسیا موولتون (انگلیسی: Alycia Moulton؛ زادهٔ ۱۸ فوریهٔ ۱۹۶۱) یک تنیس‌باز اهل ایالات متحده آمریکا است.